# Isac Lundeström
Isac Lundeström (Gällivare, Suecia, 6 de noviembre de 1999) es un jugador profesional sueco de hockey sobre hielo que se desempeña en la posición de centro en Anaheim Ducks, equipo de la National Hockey League (NHL).

## Carrera
Fue seleccionado en la primera ronda en la NHL Entry Draft de 2018. Hizo su debut profesional con el equipo Anaheim Ducks, donde lleva jugando seis temporadas.